# Жан-Франсоа Пеи
Жан-Франсоа Пеи (на английски: Jean-François Pays) е френски лекар, университетски преподавател по медицина, режисьор и писател на произведения в жанра исторически роман за юноши и документалистика. 

## Биография и творчество
Жан-Франсоа Пеи е роден на 16 октомври 1936 г. в Африка, където отраства до 1956 г. След гимназията работи като асистент-режисьор на Франсоа Трюфо и други режисьори. Получава диплома по антропология и археология от Сорбоната, и после свободна степен по съвременна литература от Музея на човека. В следващите две години отбива военната си служба. След уволнението от армията се насочва към медицината и получава магистърска степен по биология на човека и докторска степен по медицина. След дипломирането си работи като асистент в продължение на две години, практикуващ лекар в болница, университетски преподавател, професор по медицинска паразитология във Факултета по медицина на Университета Париж-V: Рене Декарт и директор на лабораторията по паразитология и екзотична патология до 1993 г., както и консултант по тропическа медицина в болницата на институт „Пастьор“.
Заедно с работата си пише исторически романи за юноши. Ориентиран към античността поставя голямата част от историите си във времето на Рим на Адриан, праисторията или Египет на фараоните.
Една от известните му книги е „Тутанхамон“ от 1961 г. Историята представя приятелството между младежите Тутанкамон и Селанке, фараон и бедняк, и събитията произхождащи от него.
През 1962 г. авторът получава наградата La Joie par le livre за книгата си „Токарам или възрастта на приятелството“.
Прави и няколко късометражни образователни филма.
Жан-Франсоа Пеи живее със семейството си в Париж.

## Произведения

### Самостоятелни романи
- Le Bal d' Hiver (1958)[1][2][3]
- Le Rendez-vous de Casablanca (1961)
- Sous le soleil de Toutankhamon (1961)
Тутанхамон, изд.: „Народна култура“, София (1969), прев. Боряна Цацева-Статкова
- Toukaram ou l'âge de l'amitié (1961)
- La montagne interdite (1962)
- Le sorcier aux yeux bleus (1972)
- Hier, la liberté... (1976) – с Жан Луи Фонсин, по филма
- Le dieu du Nil (1976)

### Поредица „Знакът на Рим“ (Le signe de Rome)
1. Toukaram, taureau sauvage (1973)[1][3]
2. La Dernière charge	(1973)
3. Marcus Imperator (1974)

### Документалистика
- La Thalassémie eurasiatique. Essai d'anthropopathologie

### Филмография
- 2005 Basta de Gusanos ![4]